# Crosville-sur-Douve
Crosville-sur-Douve – miejscowość i gmina we Francji, w regionie Normandia, w departamencie Manche.
Według danych na rok 1990 gminę zamieszkiwało 48 osób, a gęstość zaludnienia wynosiła 12 osób/km² (wśród 1815 gmin Dolnej Normandii Crosville-sur-Douve plasuje się na 837. miejscu pod względem liczby ludności, natomiast pod względem powierzchni na miejscu 967.).